# Щуролов (Гайнлайн)
Щуроло́в (англ. Pied Piper) — науково-фантастичне оповідання Роберта Гайнлайна. Твір опубліковано журналом Astonishing Stories в травні 1942.
Пізніше включене до збірки: «Поза основною лінією» (2005).
Оповідання було написане в червні 1939, його назва відсилає до поеми Роберта Браунінга «Щуролов з Хамеліна». В повітрі пахло війною і Гайнлайн зробив свою першу спробу, правда невдалу, виписати людсту рецепт припинення війн.

## Сюжет
Прем'єр-міністр та головнокомандувач однієї із воюючих країн звернулись до геніального вченого за допомогою. Вони розпочали війну із сусідньою країною, з якою в них не було ні расових, ні національних чи культурних розбіжностей. Але прорахувались, оскільки у противника виявилось більше виробничих потужностей, тому майбутній результат був, очевидно, не на їхню користь.
Вони попросили, допоки країна ще може опиратись, розробити зброю, яка дала б змогу перемогти. Вчений, натомість запропонував їм виготовити зброю, яка надасть можливість не програти війну. Не бачачи суттєвої різниці, прохачі погодились.
Вчений розробив телепортаційні ворота, та деяку кількість авіаційної техніки, яка давала змогу висадити десанти біля дитячих будинків та розгорнути ворота. Після чого вступав в дію головний винахід вченого — музика, яка змусила дітей покірно зібратись і пройти крізь ворота.
Правильно розрахувавши, що без дітей, які уособлювали майбутнє країни, продовження війни противником стає безглуздим, вчений змусив країни до мирних переговорів, які мали об'єднати їх в одну.
Під час переговорів, головнокомандувач спробував вчинити заколот та арештувати вченого, щоб продовжити війну. Але вчений натиснув таємну кнопку, яка відкрила потайні телепортаційні ворота і ввімкнула музику, яка змусила всіх військових присутніх в залі, вийти через ворота.
На запитання, про місце переміщення заколотників, вчений відповів, що не встиг облаштувати парні ворота.